# Лосада, Хулио
Хулио Даниэль Лосада (исп. Julio Daniel Losada; род. 16 июня 1950, Уругвай) — уругвайский футболист, нападающий.

## Карьера

### Клубная карьера
Во взрослом футболе дебютировал в 1969 году в клубе «Пеньяроль», в котором провёл три сезона. В 1969 году клуб победил «Эстудиантес» в финале Межконтинентального суперкубка, а в 1971 году выиграл кубок Монтевидео.
В 1972 году Лосада покинул «Пеньяроль» и перешёл в греческий клуб «Олимпиакос», за который выступал большую часть своей карьеры. Во время пребывания в клубе он был членом одной из самых мощных атакующих линий в истории «Олимпиакоса». За это время клуб пять раз становился чемпионом Греции, а также дважды становился обладателем кубка Греции.
Всего в составе клуба принял участие в 146 матчах, в которых забил 30 голов. Завершил карьеру футболиста в 1982 году.

### Карьера в сборной
В 1970 году дебютировал в официальных матчах в составе национальной сборной Уругвая. В составе сборной был участником чемпионата мира 1970 года в Мексике, где выходил на поле в матчах против сборных Израиля и Швеции.
Всего в составе сборной принял участие в пяти матчах, не забив ни одного гола.

## Достижения
«Олимпиакос»
- Чемпион Греции: 1972/73, 1973/74, 1974/75, 1979/80, 1981/82
- Обладатель кубка Греции: 1972/73, 1974/75